# ウィリアム・ド・オービニー (第3代アランデル伯爵)
第3代アランデル伯ウィリアム・ド・オービニー（William d'Aubigny, 3rd Earl of Arundel, 1180年以前 - 1221年2月1日）またはウィリアム・ド・アルビーニ4世（William de Albini IV）は、イングランド貴族。ジョン王の寵愛を受け、第5回十字軍に参加した。

## 生涯
ウィリアムは、第2代アランデル伯ウィリアム・ド・オービニーとマティルダ・ド・セント・ヒラリーの息子であり、王妃アデライザ・オブ・ルーヴァンの孫であった。一族はアランデル城を居城とした。
ウィリアムはジョン王の寵臣であった。1213年5月15日、ジョン王が教皇に王国を寄進する場面に立ち会った。1216年6月14日、ジョン王がウィンチェスターを放棄した後、ウィリアムはルイ王子（後のフランス王ルイ8世）に加わった。1217年7月14日、リンカーンの戦いで王党派が勝利した後、ウィリアムはヘンリー3世に忠誠を誓った。
1218年に第5回十字軍（1217年 - 1221年）に参加した。1221年2月1日、帰国の途上、ローマ近郊のイタリアのカネッリで亡くなった。その訃報は1221年3月30日にイングランドに届いた。ウィリアムの遺体はイングランドに運ばれ、ノーフォークのウィモンダム修道院に埋葬された。
伯位は息子ウィリアムが継承した。第4代伯爵ウィリアムは子を残さずに亡くなり、1224年に伯位は弟ヒューが継承した。

## 結婚と子女
1196年から1200年の間のどこかの時点で、ウィリアムは、第5代チェスター伯ヒュー・ド・ケヴェリオック（通称ヒュー・ル・メシン）とエヴルー伯シモン3世の娘ベルトラード・ド・モンフォールとの次女メイベル（1173年頃生）と結婚した。2人の間に以下の子女が生まれた。
- ウィリアム（1203年頃 - 1224年） - 第4代アランデル伯
- ヒュー（1243年没） - 第5代アランデル伯
- モード（1238/42年没） - 1222年以前にロバート・ド・テイツホールと結婚[5]
- イザベル - 第3代オスウェストリー領主ジョン・フィッツアランと結婚、第6代アランデル伯ジョン・フィッツアランの母。
- ニコル（1240年頃没） - ダドリー城のサマリー男爵ロジャー・ド・サマリー2世と結婚
- シシリー - ロジャー・ド・マオー/モンタルト/モンテ・アルト・オブ・ハワーデン（1260年没）と結婚、ノーフォークのキャッスル・ライジングを受領した。